# Cihuateteo

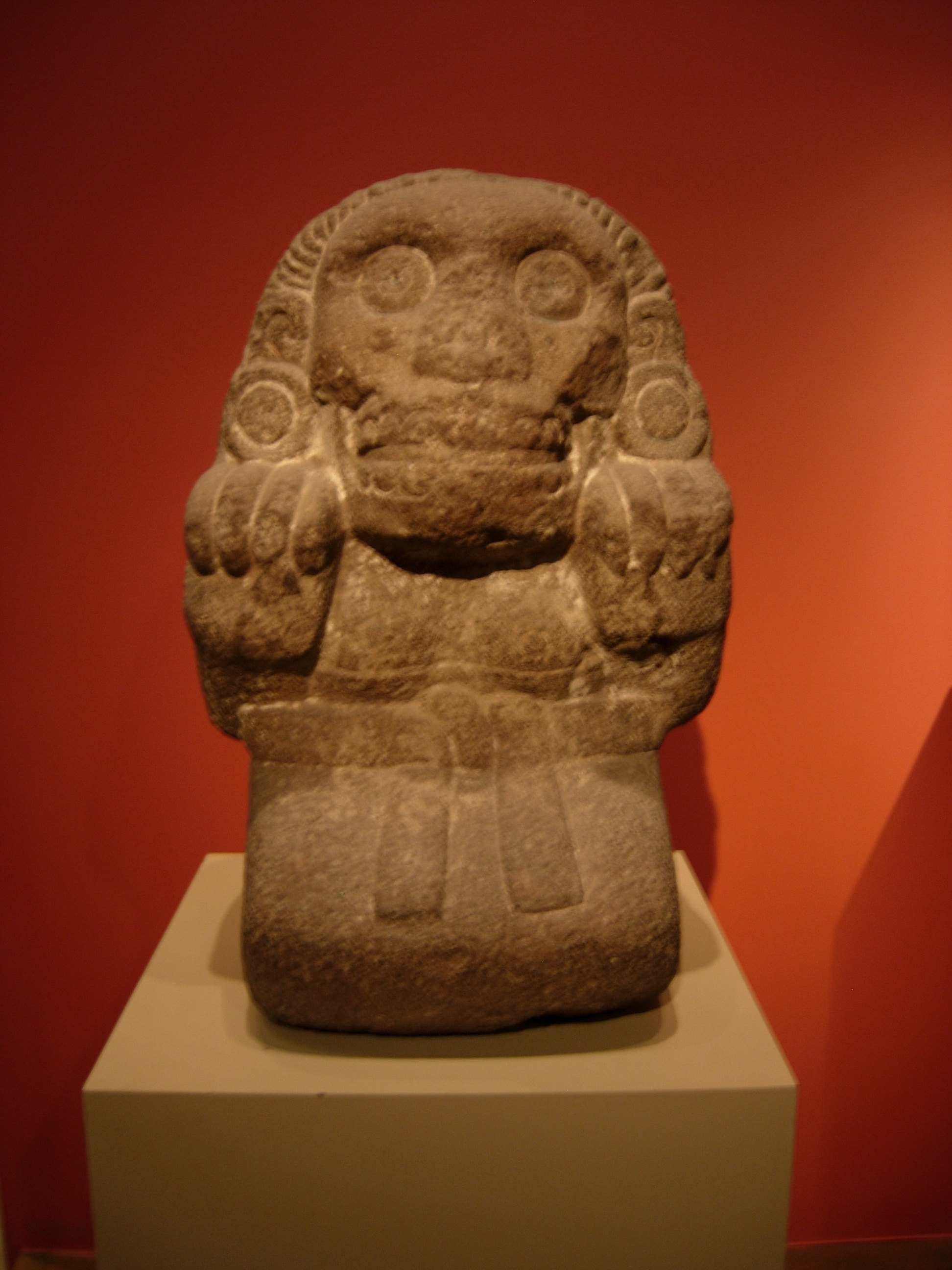
Statue einer Cihuateotl, um 1300–1521

Cihuateteo (Singular: Cihuateotl) sind in der Mythologie der Azteken die Geister jener Frauen, die bei der Geburt ihres ersten Kindes verstorben waren.
Durch diesen Umstand genossen sie das gleiche Ansehen wie männliche Krieger, die in der Schlacht gefallen oder geopfert worden waren. Cihuateteo leben im Westen und begleiten die Sonne von ihrem Zenit bis zu ihrer Position am westlichen Horizont. Sie sind die Diener der Götter Tezcatlipoca und Tlazolteotl. Zudem stehen sie in Verbindung mit der Erdgöttin Cihuacoatl und werden manchmal als Abgesandte aus der Unterwelt Mictlan angesehen. Entsprechend finster und unheilvoll ist ihr Auftreten in der Nacht: Sie spuken an Wegkreuzungen, entführen Kinder, bringen Krankheiten wie Fieberkrämpfe oder Wahnsinn oder verführen Männer zur Unzucht.
Dargestellt werden Cihuateteo als furchterregende Frauenfiguren in aggressiver Haltung mit gefletschten Zähnen und klauenbewehrten Fäusten. Solche Skulpturen wurden oft aufgestellt, um ihre herumirrenden Geister zu besänftigten, da sie – selbst kinderlos geblieben – als Gefahr für kleine Kinder und ungeborene Säuglinge im Bauch der Mutter betrachtet wurden.